# Sakimura Yusuke
Yusuke Sakimura (sinh ngày 27 tháng 6 năm 1998) là một cầu thủ bóng đá người Nhật Bản.

## Sự nghiệp câu lạc bộ
Yusuke Sakimura đã từng chơi cho Avispa Fukuoka.